# Frettenheim
Frettenheim là một đô thị thuộc huyện Alzey-Worms, bang Rheinland-Pfalz, nước Đức. Đô thị Frettenheim có diện tích 2,74 km².